# 대한민국의 국민권익위원회 부위원장
국민권익위원회 부위원장(國民權益委員會 副委員長)은 위원장을 보좌하는 직위로, 차관급 정무직공무원으로 보한다.

## 임명
- 국민권익위원회 부위원장은 대통령이 임명한다.

## 역할
- 국민권익위원회 부위원장은 위원장을 보좌하여 소관사무를 처리하고 소속공무원을 지휘·감독하며, 위원장이 사고로 직무를 수행할 수 없으면 그 직무를 대행한다.

## 역대 부위원장

### 국민권익위원회 부위원장
부패방지 담당
| 정부        | 대수           | 이름                            | 임기                             | 비고 |
| ----------- | -------------- | ------------------------------- | -------------------------------- | ---- |
| 이명박 정부 | 초대           | 이영근(李榮根)                  | 2008년 3월 17일~2011년 3월 1일   |      |
| 이명박 정부 | 2대            | 백운현(白雲鉉)                  | 2011년 3월 2일~2011년 11월 10일  |      |
| 이명박 정부 | 3대            | 최현복                          | 2011년 11월 16일~2013년 7월 31일 |      |
| 박근혜 정부 | 3대            | 최현복                          | 2011년 11월 16일~2013년 7월 31일 |      |
| 4대         | 곽진영         | 2013년 8월 1일~2016년 8월 17일  |                                  |      |
| 5대         | 박경호         | 2016년 8월 18일~2018년 3월 21일 |                                  |      |
| 문재인 정부 | 6대            | 이건리                          | 2018년 3월 24일~2021년 4월       |      |
| 문재인 정부 | 7대            | 안성욱(安成昱)                  | 2021년 6월 14일~2023년 2월 23일  |      |
| 윤석열 정부 | 7대            | 안성욱(安成昱)                  | 2021년 6월 14일~2023년 2월 23일  |      |
| 8대         | 박종민(朴鐘旻) | 2023년 2월 23일~2023년 3월 5일  |                                  |      |
| 9대         | 정승윤(鄭勝允) | 2023년 3월 5일~2024년 12월 2일  |                                  |      |
| 10대        | 이명순(李明淳) | 2024년 12월 2일~                |                                  |      |

고충처리 담당, 사무처장 겸임
| 정부        | 대수           | 이름                              | 임기                              | 비고 |
| ----------- | -------------- | --------------------------------- | --------------------------------- | ---- |
| 이명박 정부 | 초대           | 박인제(朴仁濟)                    | 2008년 3월 17일~2010년 12월 31일  |      |
| 이명박 정부 | 2대            | 김대식(金大植)                    | 2010년 12월 31일~2011년 11월 9일  |      |
| 이명박 정부 | 3대            | 박재영(朴在泳)                    | 2011년 11월 10일~2014년 11월 17일 |      |
| 박근혜 정부 | 3대            | 박재영(朴在泳)                    | 2011년 11월 10일~2014년 11월 17일 |      |
| 4대         | 김인수(金人收) | 2014년 11월 18일~2017년 11월 17일 |                                   |      |
| 4대         | 김인수(金人收) | 2014년 11월 18일~2017년 11월 17일 | 문재인 정부                       |      |
| 5대         | 권태성(權泰成) | 2017년 12월 29일~2021년 1월       |                                   |      |
| 6대         | 이정희         | 2021년 1월~2022년 10월 20일       |                                   |      |
| 6대         | 이정희         | 2021년 1월~2022년 10월 20일       | 윤석열 정부                       |      |
| 7대         | 김태규(金泰圭) | 2022년 10월 20일~2024년 7월 30일  |                                   |      |
| 8대         | 박종민(朴鐘旻) | 2024년 12월 2일~                  |                                   |      |

행정심판 담당, 중앙행정심판위원장 겸임
| 정부        | 대수           | 이름                              | 임기                              | 비고 |
| ----------- | -------------- | --------------------------------- | --------------------------------- | ---- |
| 이명박 정부 | 초대           | 김필규(金弼圭)                    | 2008년 3월 17일~2011년 3월 1일    |      |
| 이명박 정부 | 2대            | 오준근(吳俊根)                    | 2011년 3월 2일~2012년 12월 22일   |      |
| 이명박 정부 | 3대            | 홍성칠(洪性七)                    | 2012년 12월 28일~2015년 11월 24일 |      |
| 박근혜 정부 | 3대            | 홍성칠(洪性七)                    | 2012년 12월 28일~2015년 11월 24일 |      |
| 4대         | 이상민(李想旻) | 2015년 11월 25일~2017년 12월 14일 |                                   |      |
| 4대         | 이상민(李想旻) | 2015년 11월 25일~2017년 12월 14일 | 문재인 정부                       |      |
| 5대         | 김기표(金基杓) | 2020년 1월 14일~2023년 1월 13일   |                                   |      |
| 5대         | 김기표(金基杓) | 2020년 1월 14일~2023년 1월 13일   | 윤석열 정부                       |      |
| 6대         | 정승윤(鄭勝允) | 2023년 1월 27일~2023년 3월 5일    |                                   |      |
| 7대         | 박종민(朴鐘旻) | 2023년 3월 5일~2024년 12월 1일    |                                   |      |
| 8대         | 조소영(曺小永) | 2024년 12월 2일~                  |                                   |      |

## 같이 보기
- 국민권익위원회
- 국민권익위원회 위원장
- 국민권익위원회 상임위원